# Văn hóa hiếp dâm
Văn hóa hiếp dâm hay văn hóa hãm hiếp là một khái niệm xã hội học cho một bối cảnh trong đó hiếp dâm lan rộng và được bình thường hóa do thái độ xã hội về giới tính và tình dục. Hành vi thường liên quan đến văn hóa hiếp dâm bao gồm đổ lỗi cho nạn nhân, đổ lỗi cho phụ nữ, không chịu công nhận hiếp dâm, từ chối thừa nhận những tổn hại do bạo lực tình dục, hoặc một số kết hợp giữa các yếu tố này. Nó đã được sử dụng để mô tả và giải thích hành vi trong các nhóm xã hội, bao gồm cả hiếp dâm trong nhà tù và trong các khu vực xung đột nơi hiếp dâm trong chiến tranh được sử dụng như một dạng chiến tranh tâm lý. Một số xã hội đã được cho là có văn hóa hiếp dâm.
Khái niệm về văn hóa hiếp dâm được phát triển bởi làn sóng nữ quyền thứ hai, chủ yếu ở Hoa Kỳ, bắt đầu từ những năm 1970. Các nhà phê bình của khái niệm này tranh cãi về sự tồn tại hoặc mức độ của văn hóa hãm hiếp, cho rằng khái niệm này quá hẹp hoặc, mặc dù có những nền văn hóa hiếp dâm phổ biến, ý tưởng về văn hóa hiếp dâm có thể ám chỉ rằng kẻ hiếp dâm không phải có lỗi mà là xã hội đó cho phép hiếp dâm.